# 黄河尕谣
《黄河尕谣》（英文：Stammering Ballad），张楠的第一部纪录电影作品，本片主要讲述了西北民谣歌手张尕怂的经历，2018年1月29日于鹿特丹电影节首映，并获得鹿特丹国际电影节亚洲电影评审团奖提名，之后于各电影节放映，获得第五届丝绸之路国际电影节金丝路传媒荣誉最佳纪录片奖，2018年12月28日获得中国纪录片学院奖最佳纪录长片。

## 相关链接
- IMDB
- 豆瓣 （页面存档备份，存于）
- 1905 （页面存档备份，存于）
- 光芒影展9th｜黃河尕謠 （页面存档备份，存于）國賓影城 ‧ 光芒影展 2019-09-26